# Budova Albánské národní banky

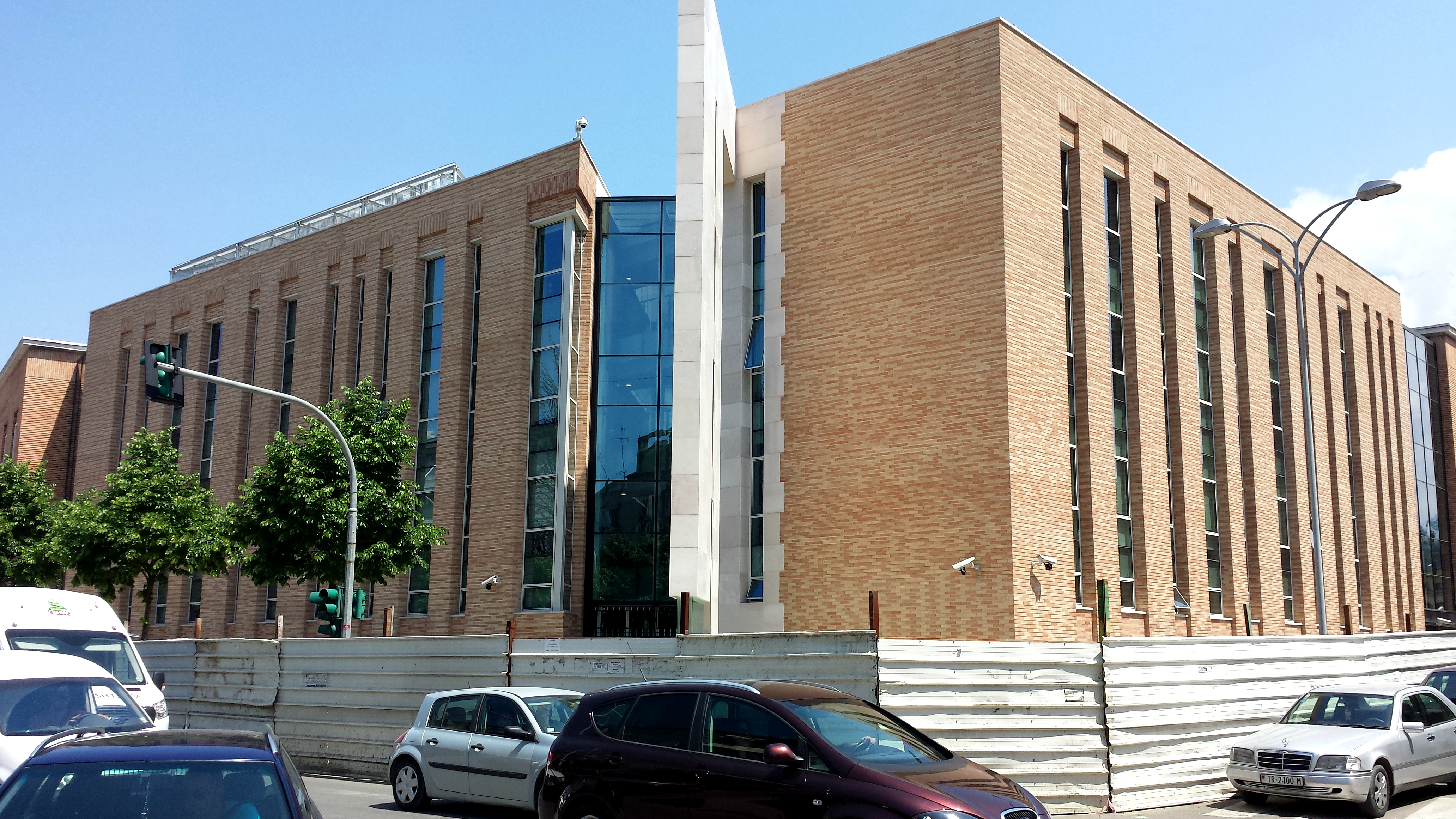
Zadní část budovy.

Budova Albánské národní banky se nachází v hlavním městě Albánie, Tiraně, na Skanderbegově náměstí.
Rohová budova banky inspirovaná klasicistní architekturou, je nápadná především díky mramorovým sloupům v průčelí a nápisem BANKA E SHQIPERISË. Za mramorovými sloupy se nacházejí dekorativní reliéfy, jejichž autorem byl Alfredo Biagini, italský sochař. Hlavní hala je dekorována ozdobnými kameny, mozaikami připomínajícími albánský venkov a kulturu. Jejich autorem byl opět italský umělec, Giulio Rosso.

## Historie
Budova banky byla navržena a postavena v polovině 30. let 20. století. Vzhledem k blízkosti Albánie a Itálie v závěru 20. let 20. století budovu vyprojektoval italský architekt Vitorio Marpurgo. Stavební práce byly zahájeny v roce 1937. Budova, obložená režnými cihlami, byla dokončena roku 1938.
Budova vznikla na půdorysu nepravidelného čtyřúhelníku. Je rozdělena na dvě části – centrální budovu, která plnila reprezentativní funkci banky a provozní část, která se nachází v zadní (tj. k náměstí odvrácené) straně. Druhá uvedená část stavby byla dokončena až v 21. století. Původní projekt nebyl realizován kvůli vypuknutí druhé světové války na území dnešní Albánie. Rovněž nebyla realizována obytná budova pro zaměstnance banky, která se měla nacházet v přímé blízkosti stavby.